# Верх-Нейвинская волость
Верх-Не́йвинская во́лость — административно-территориальная единица во 2-м стане Екатеринбургского уезда Пермской губернии Российской империи и Государства Российского, а затем Екатеринбургской губернии РСФСР.

## География
Волость располагалась в северо-западной части Екатеринбургского уезда.

## Население
Согласно данным из Списка населённых мест Пермской губернии за 1908 год общая численность населения Верх-Нейвинской волости составляла 6387 человек. Крестьяне принадлежали к разряду бывших помещичьих. По религиозному составу население было представлено православными, старообрядцами и единоверцами. Единственный народ, заселявший волость, — русские.
| № | Сельское общество | Населённый пункт      | Число дворов | Население | Численность мужчин | Численность женщин |
| - | ----------------- | --------------------- | ------------ | --------- | ------------------ | ------------------ |
| 1 | Верх-Нейвинское   | завод Верх-Нейвинский | 1013         | 5311      | 2671               | 2640               |
| 2 | Тарасовское       | село Тарасовское      | 137          | 577       | 283                | 294                |
| 3 | Пальниковское     | деревня Пальникова    | 96           | 499       | 246                | 253                |